# Afa Anoa'i Jr.
Afa Anoa'i Jr. (Allentown, 6 ottobre 1984) è un wrestler statunitense di origini samoane.
Lottava nel roster della WWE nel roster di Raw con il ring name Manu; è un wrestler di seconda generazione perché figlio di Afa Anoa'i.

## Carriera
Nel 2006 ricevette un'offerta della WWE per essere mandato alla Deep South Wrestling, un centro per il miglioramento dei wrestler. L'anno successivo combatté nella Florida Championship Wrestling, dove battendo il detentore Harry Smith vinse il titolo di FCW Southern Heavyweight Championship.
Fa il suo esordio nella WWE a WWE Heat nel novembre 2007, dove perse con Jim Duggan. Sospeso fino a marzo del 2008 fa il suo debutto ufficiale a Unforgiven con il ring name Manu, affiancando Cody Rhodes e Ted DiBiase Jr. in una stable in cui tutti i membri sono figli d'arte. Manu all'interno del gruppo faceva da guardaspalle ai due, il suo primo match da singolo lo vede soccombere a Batista.
Dopo che Ted DiBiase esce di scena per mano di Randy Orton, Manu si ritrova solo con Cody Rhodes. I due vengono assoldati da Orton nella Legacy ma per potervi ufficialmente entrare e dimostrare di essere degni di far parte del gruppo devono vincere un match. Manu nel suo match perde contro Matt Hardy e viene così estromesso dal gruppo. Si allea quindi con un altro escluso Sim Snuka, cercando vendetta contro la Legacy, ma i due vengono attaccati pesantemente da Orton, Rhodes e il rientrante DiBiase, che li tradì perché aveva promesso di allearsi con i due. Da allora Manu non è più comparso a Raw.
Il giorno 23 febbraio 2009 fu licenziato dalla WWE.

## Circuito indipendente (2009-presente)
Dal 18 aprile 2009, lotta nel circuito indipendente.

## Personaggio

### Mossa finali
- Lights Out (Back Suplex into a Neckbreaker)
- Diving Headbutt